# 中东铁路职员竞技会馆旧址
中东铁路职员竞技会馆旧址是黑龙江省哈尔滨市的一座历史建筑，位于道里区上游街69号（与高谊街交叉口）。

## 历史
中东铁路职员竞技会馆由犹太人建于1910年。折中主义建筑风格。原为中东铁路开办的俄侨中学。1938年学校关闭，校舍改为满铁竞技会馆。1945年恢复为苏联侨民中学。1955年苏联侨民回国，1956年，苏侨学校关闭，校舍归哈尔滨市教育局使用，先后开办过几所学校。2008年，建筑修缮后，成为哈尔滨市教育局办公楼。
2007年9月30日，成为哈尔滨市文物保护单位。哈尔滨一类保护建筑。